# 妮古拉·费尔布拉泽
妮古拉·费尔布拉泽（英語：Nicola Fairbrother，1970年5月14日—），英国女子柔道运动员。她曾代表英国参加1992年和1996年夏季奥林匹克运动会柔道比赛，其中1992年奥运会获得一枚银牌。